# Canton de Trélon
Le canton de Trélon est une ancienne division administrative française, située dans le département du Nord et la région Nord-Pas-de-Calais.
À la suite du redécoupage cantonal de 2014, le canton est supprimé.

## Composition
Le canton de Trélon se composait des communes suivantes :
| Nom                | Code Insee | Codepostal | Superficie (km2) | Population (dernière pop. légale) | Densité (hab./km2) |
| ------------------ | ---------- | ---------- | ---------------- | --------------------------------- | ------------------ |
| Trélon (chef-lieu) | 59601      | 59132      | 39,15            | 2 974 (2012)                      | 76                 |
| Anor               | 59012      | 59186      | 22,24            | 3 347 (2012)                      | 150                |
| Baives             | 59045      | 59132      | 7,98             | 160 (2012)                        | 20                 |
| Eppe-Sauvage       | 59198      | 59132      | 16,67            | 270 (2012)                        | 16                 |
| Féron              | 59229      | 59610      | 13,39            | 572 (2012)                        | 43                 |
| Fourmies           | 59249      | 59610      | 22,98            | 12 663 (2012)                     | 551                |
| Glageon            | 59261      | 59132      | 11,77            | 1 829 (2012)                      | 155                |
| Moustier-en-Fagne  | 59420      | 59132      | 7,13             | 60 (2012)                         | 8,4                |
| Ohain              | 59445      | 59132      | 11,88            | 1 274 (2012)                      | 107                |
| Trélon             | 59601      | 59132      | 39,15            | 2 974 (2012)                      | 76                 |
| Wallers-en-Fagne   | 59633      | 59132      | 7,79             | 299 (2012)                        | 38                 |
| Wignehies          | 59659      | 59212      | 13,86            | 3 012 (2012)                      | 217                |
| Willies            | 59661      | 59740      | 4,14             | 162 (2012)                        | 39                 |

## Histoire

### conseillers généraux de 1833 à 2015
De 1833 à 1848, les cantons de Solre et de Trélon avaient le même conseiller général. Le nombre de conseillers généraux était limité à 30 par département.
| Période           | Identité                   | Parti                | Qualité                                                                                          |
| ----------------- | -------------------------- | -------------------- | ------------------------------------------------------------------------------------------------ |
| 1833-1848         | Hector George              |                      | Propriétaire, juge de paix Adjoint au maire d'Avesnes                                            |
| 1848-1852         | Théophile Legrand          |                      | Filateur à Fourmies                                                                              |
| 1852-1867         | Hippolyte Godard-Desmarest | Majorité dynastique  | Maître de verrerie à Trélon, Député du Nord au Corps législatif (1853-1866)                      |
| 1867-1871         | Ernest Culhiat du Fresne   |                      | Propriétaire et Maire d' Eppe-Sauvage                                                            |
| 1871-1874         | Louis Clavon               | Républicain          | Maître de verreries, maire de Trélon                                                             |
| 1874-1880         | Bélisaire Berteaux         | Droite Bonapartiste  | Filateur à Fourmies                                                                              |
| 1880-1892         | François Boussus           | Républicain          | Manufacturier (textile) à Wignehies Conseiller municipal de Wignehies                            |
| 1892-1904         | Pierre-Alexandre Mulat     | Républicain          | Maître de verreries à Fourmies                                                                   |
| 1904-1919         | Paul Buissart              | Rad.                 | Expert industriel Inspecteur régional de l'enseignement technique, maire de Fourmies (1904)      |
| 1919-1931 (décès) | Ephrem Coppeaux            | SFIO                 | Ouvrier du textile, puis expert-comptable Maire de Fourmies (1908-1931) Député (1924-1928)       |
| 1931-1940         | Alfred Derigny             | SFIO                 | Ouvrier textile, puis employé municipal et commerçant Maire de Fourmies (1931-1941)              |
|                   |                            |                      |                                                                                                  |
| 1943-1945         | Edgard Éloy                |                      | Docteur en médecine Adjoint au maire de Trélon Nommé conseiller départemental en 1943            |
|                   |                            |                      |                                                                                                  |
| 1945-1951         | Marcel Ulrici              | PCF                  | Ajusteur Maire de Fourmies (1945-1953) Sénateur (1951-1952 et 1956-1959)                         |
| 1951-1964         | Edmond Cantinieau          | RPF puis RS puis DVD | Exploitant agricole Maire de Wignehies (1965-1971)                                               |
| 1964-1982         | Marceau Gauthier           | PCF                  | Technicien - Maire-adjoint de Fourmies Député (1978-1981)                                        |
| 1982-1984 (décès) | Claude Jourdain            | PS                   | Mécanicien de four à la verrerie, conseiller municipal de Fourmies                               |
| 1984-2001         | Marcel Dehoux              | PS                   | Retraité de l'Education Nationale Député (1981-1993 et 1997-2007) Maire de Wignehies (1977-2001) |
| 2001-2015         | Jean-Luc Pérat             | PS puis DVG          | Professeur maire de Anor (1989-2008), député (2007-2012)                                         |

### Conseillers d'arrondissement (de 1833 à 1940)
| Période | Période           | Identité                         | Étiquette          | Qualité |
| ------- | ----------------- | -------------------------------- | ------------------ | --- |
| 1833    | 1839              | Louis Constant Hufty             |                    | Maître de forges, maire de Glageon                                                                          |
| 1839    | 1848              | Vincent René Legrand (1800-1861) |                    | Maitre de filature à Fourmies                                                                               |
|         |                   |                                  |                    | |
| 1871    |                   | Victor Delloue (1810-1886)       |                    | Filateur à Fourmies (filatures Delloue, Staincq et Cie)                                                     |
|         |                   |                                  |                    | |
| 1889    | 1895              | Octave Gevelle                   |                    | Apiculteur à Anor                                                                                           |
| 1895    | 1901              | Joseph Motte                     | Républicain modéré | Marchand de liquides, maire de Trélon                                                                       |
| 1901    | 1903 (annulation) | Ernest Joncquin                  | Libéral            | Ancien maître de verreries à Trélon                                                                         |
| 1903    | 1925              | Jules Moret (1869-?)             | SFIO               | Médecin, conseiller municipal de Fourmies                                                                   |
| 1925    | 1931              | Alfred Derigny                   | SFIO               | Ouvrier textile, puis employé municipal et commerçant Maire de Fourmies (1931-1941)                         |
| 1931    | 1940              | Adolphe Cappe                    | SFIO               | Négociant, maire de Wignehies                                                                               |
| 1940    |                   |                                  |                    | Les conseils d'arrondissement ont été suspendus par la loi du 12 octobre 1940 et n'ont jamais été réactivés |

## Démographie
| 1962   | 1968   | 1975   | 1982   | 1990   | 1999   | 2006   | 2011   | 2012   |
| ------ | ------ | ------ | ------ | ------ | ------ | ------ | ------ | ------ |
| 30 406 | 30 744 | 30 702 | 29 515 | 28 516 | 27 437 | 26 919 | 26 665 | 26 622 |

### Pyramide des âges
Comparaison des pyramides des âges du Canton de Trélon et du département du Nord en 2006
| Hommes | Classe d’âge   | Femmes |
| ------ | -------------- | ------ |
| 0,2    | 90 ans et plus | 1      |
| 5,5    | 75 à 89 ans    | 9,2    |
| 11,7   | 60 à 74 ans    | 13,6   |
| 21,9   | 45 à 59 ans    | 20,1   |
| 18,8   | 30 à 44 ans    | 18,5   |
| 19,8   | 15 à 29 ans    | 17,7   |
| 22,1   | 0 à 14 ans     | 20     |

| Hommes | Classe d’âge   | Femmes |
| ------ | -------------- | ------ |
| 0,2    | 90 ans et plus | 0,8    |
| 4,3    | 75 à 89 ans    | 7,9    |
| 10,3   | 60 à 74 ans    | 11,9   |
| 19,7   | 45 à 59 ans    | 19,4   |
| 21,1   | 30 à 44 ans    | 20,1   |
| 22,6   | 15 à 29 ans    | 21     |
| 21,6   | 0 à 14 ans     | 19     |